# Karoline Hamm
Karoline Hamm (* 27. November 1999 in Odense) ist eine dänische Schauspielerin.

## Leben und Karriere
Karoline Hamm wurde am 27. November 1999 in Odense geboren. Ihr Debüt gab sie 2014 in dem Film Far til fire: Onkel Sofus vender tilbage. Danach war sie 2015 in dem Film Far til fires vilde ferie zu sehen. Anschließend spielte sie im selben Jahr in der Serie Juleønsket mit. Unter anderem bekam sie 2016 eine Rolle in Mit 50/50 liv. Außerdem wurde sie 2019 für die Serie Natten til lørdag gecastet. 2020 spielte Hamm in dem Film Equinox die Hauptrolle.

## Filmografie (Auswahl)
Filme
- 2014: Far til fire: Onkel Sofus vender tilbage
- 2015: Far til fires vilde ferie
- 2020: Madklubben
- 2022: Liebe für Erwachsene (Kærlighed for voksne)

Serien
- 2015: Juleønsket
- 2016: Mit 50/50 liv
- 2019: Natten til lørdag
- 2020: Equinox